# Relations entre l’Inde et la Russie
Les relations entre l’Inde et la Russie (russe : Российско-индийские отношения ; hindi : भारत-रूस सम्बन्ध) sont les relations bilatérales et les politiques internationales globales existant entre la république de l'Inde et la fédération de Russie.
Pendant la guerre froide, l'Inde et l'Union soviétique (URSS) ont formé une relation solide et stratégique ; cette unité diplomatique a été encore renforcée avec les idéaux militaires partagés des deux nations, ainsi que leurs politiques économiques globales. Après la dissolution de l'Union soviétique, la Russie a conservé les mêmes liens étroits avec l'Inde ; sur le plan international, les deux nations partagent une relation spéciale. La Russie et l'Inde, toutes deux, considèrent leur affinité mutuelle comme « un partenariat stratégique spécial et privilégié ». L'Inde et la Russie ont aligné leur intérêt à créer un ordre mondial multipolaire, chacun étant un pôle au lieu d'un monde bipolaire avec le déclin de l'ordre mondial unipolaire dirigé par les États-Unis.
Traditionnellement, le partenariat stratégique indo-russe repose sur cinq composantes majeures : la politique, la défense, l'énergie nucléaire civile, la coopération antiterroriste, ainsi que l'avancement et l'exploration des voyages dans l'espace extra-atmosphérique. Ces cinq éléments majeurs ont été mis en évidence dans un discours prononcé par l'ancien ministre indien des Affaires étrangères Ranjan Mathai en Russie.
L'IRIGC (Commission intergouvernementale Inde-Russie) est le principal organe qui gère les affaires au niveau gouvernemental entre les deux pays. Les deux pays sont membres d'organismes internationaux tels que l'ONU, les BRICS, le G20 et l'Organisation de coopération de Shanghai (OCS). La Russie soutient l'Inde afin que celle-ci reçoive un siège permanent au Conseil de sécurité des Nations unies. En outre, la Russie a exprimé son intérêt à rejoindre l'Association sud-asiatique pour la coopération régionale (ASACR) avec le statut d'observateur dont l'Inde est un membre fondateur.
L'Inde est le deuxième plus grand marché pour l'industrie russe de la défense. En 2017, environ 68 % des importations de matériel de l'armée indienne provenaient de Russie, faisant de la Russie le principal fournisseur d'équipements de défense. L'Inde a une ambassade à Moscou et deux consulats généraux (à Saint-Pétersbourg et à Vladivostok). La Russie a une ambassade à New Delhi et six consulats généraux (à Madras, Goa, Hyderabad, Calcutta, Bombay et Trivandrum).

## Histoire
Entre 1468 et 1472, le voyageur russe Athanase Nikitine parcourt la Perse, l'Inde et l'Empire ottoman. La documentation de ses expériences au cours de ce voyage est compilée dans le livre Le Voyage au delà des trois mers.
Au XVIIIe siècle, les villes russes d'Astrakhan, de Moscou et de Saint-Pétersbourg sont fréquemment visitées par des marchands indiens. La Russie et l'Iran sont alors utilisés comme des lieux de commerce de transit entre l'Europe occidentale et l'Inde, en particulier après que Pierre le Grand a demandé à l'empereur moghol Aurangzeb la possibilité de débuter des relations commerciales en 1696.
Des décennies plus tard, le tsar russe accorde personnellement à la société commerciale indienne d'Anbu-Ram Mulin le droit de résoudre les problèmes de droits de propriété à Astrakhan, permettant ainsi aux Indiens d'apporter des caravanes avec leurs tissus de lin, cotons, soies et tissus indiens, persans et ouzbeks. Le gouverneur d'Astrakhan reçoit l'ordre de faire preuve de « gentillesse et de bonne volonté » envers les marchands indiens en Russie, qui chérissaient leur liberté religieuse et des privilèges commerciaux spéciaux qu'ils n'avaient jamais eu dans d'autres pays de l'Est. Jusqu'au milieu du XVIIIe siècle, les membres de la communauté ne payaient que 12 roubles par an de loyer pour un magasin dans l'enceinte de commerce indienne, et étaient exonérés d'impôts et de droits par les autorités russes. La valeur des marchandises exportées par eux d'Astrakhan vers les villes de l'intérieur de la Russie en 1724 dépassait 104 000 roubles, soit près d'un quart de tout le commerce d'Astrakhan, jusqu'à ce que l'occupation britannique arrête complètement le commerce indien indépendant avec la Russie[réf. souhaitée].
En 1801, le tsar Paul Ier ordonne l'élaboration de plans pour l'invasion de l'Inde britannique par 22 000 cosaques, qui n'a jamais eu lieu en raison d'une mauvaise gestion des préparatifs. L'intention était que la Russie forme une alliance avec la France et attaque l'Empire britannique et son point faible en utilisant un corps français de 35 000 hommes et un corps russe de 25 000 fantassins et 10 000 cosaques à cheval. Certains cosaques s'étaient approchés d'Orenbourg lorsque le tsar fut assassiné. Son successeur Alexandre Ier a immédiatement annulé les plans.
La Russie avait voulu renforcer les liens commerciaux, culturels et littéraires avec l'Inde et avait voulu ouvrir un bureau diplomatique en Inde au moins depuis 1860, mais le gouvernement britannique de l'époque en Inde s'y était opposé. Le premier consulat de Russie a été ouvert à Bombay en novembre 1900. Bombay était également à l'époque une escale confortable pour les pèlerins du hadj des républiques asiatiques sous domination russe. En 1910, le consulat a été déplacé à Calcutta. Le 12 avril 1947, la Russie ouvre son ambassade à New Delhi.

### L'Inde et l'Union soviétique

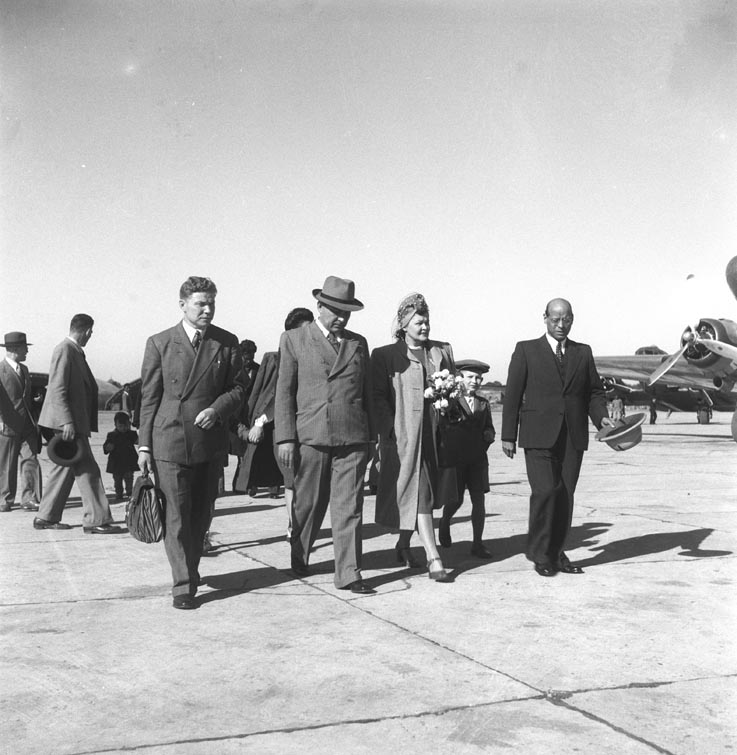
L'ambassadeur soviétique Kirill Novikov arrivant à New Delhi en 1947 pour établir des relations diplomatiques officielles avec l'Inde

Staline avait une vision négative de Gandhi, du Parti du Congrès, et de Nehru, en tant qu'outils du capitalisme monopoliste et britannique. Jusqu'à sa mort en 1953, les relations entre les deux pays restent froides.
Une relation cordiale commence en 1955 et représente la plus réussie des tentatives soviétiques pour favoriser des relations plus étroites avec les pays du tiers monde. La relation a débuté par une visite du Premier ministre Jawaharlal Nehru en Union soviétique en juin 1955, et par le voyage de retour du premier secrétaire du Parti communiste Nikita Khrouchtchev en Inde à l'automne 1955. Pendant son séjour en Inde, Khrouchtchev annonce que l'Union soviétique soutenait la souveraineté de l'Inde sur le territoire contesté de la région du Cachemire et sur les enclaves côtières portugaises telles que Goa.
Les relations étroites de l'Union soviétique avec l'Inde ont eu un impact négatif à la fois sur les relations soviétiques avec la République populaire de Chine et sur les relations indiennes avec la Chine, pendant la période de Khrouchtchev. L'Union soviétique a déclaré sa neutralité lors du différend frontalier de 1959 et de la guerre sino-indienne d'octobre 1962, bien que les Chinois s'y soient fortement opposés. L'Union soviétique a accordé à l'Inde une aide économique et militaire substantielle pendant la période de Khrouchtchev et, en 1960, l'Inde avait reçu plus d'aide soviétique que la Chine. Cette disparité est devenue un autre point de discorde dans les relations sino-soviétiques. En 1962, l'Union soviétique accepte de transférer la technologie pour coproduire le chasseur à réaction Mikoyan-Gurevich MiG-21 en Inde, ce qu'elle avait précédemment refusé à la Chine.
En 1965, l'Union soviétique sert avec succès de négociateur entre l'Inde et le Pakistan après la deuxième guerre indo-pakistanaise de 1965. Le président soviétique du Conseil des ministres, littéralement premier ministre de l'Union soviétique, Alexis Kossyguine, rencontre les représentants de l'Inde et du Pakistan. et les aide à négocier la fin du conflit militaire concernant le Cachemire.
En 1971, l'ancienne région du Pakistan oriental tente de se séparer de son union politique avec le Pakistan occidental. L'Inde soutient la sécession et les États-Unis envisagent une éventuelle entrée de la Chine pour déstabiliser davantage l'Inde en prenant un leadership moral dans la région. Pendant ce temps, les relations de l'Inde avec l'Union soviétique se développent stratégiquement et aboutissent au traité indo-soviétique d'amitié et de coopération (en), en août 1971. En décembre, elle aide l'Inde à stopper les visées américaines en utilisant la puissance militaire et met fin au conflit qui assure la victoire des sécessionnistes et la création du nouvel État du Bangladesh,.
Les relations entre l'Union soviétique et l'Inde n'ont pas beaucoup souffert pendant le gouvernement de coalition du parti de droite Janata à la fin des années 1970, bien que l'Inde ait pris des mesures pour établir de meilleures relations économiques et militaires avec les pays occidentaux. Pour contrer ces efforts de l'Inde pour diversifier ses relations, l'Union soviétique offre des armements supplémentaires et une assistance économique.
Au cours des années 1980, malgré l'assassinat en 1984 par des séparatistes sikhs du Premier ministre Indira Gandhi, pilier des relations cordiales indo-soviétiques, l'Inde maintient une relation étroite avec l'Union soviétique. Indiquant la haute priorité des relations avec l'Union soviétique dans la politique étrangère indienne, le nouveau Premier ministre indien, Rajiv Gandhi, se rend en Union soviétique lors de sa première visite d'État à l'étranger en mai 1985 et signe deux accords économiques sur le long terme avec l'Union soviétique.
Selon Rejaul Karim Laskar, un spécialiste de la politique étrangère indienne, au cours de cette visite, Rajiv Gandhi a développé un rapport personnel avec le secrétaire général soviétique Mikhaïl Gorbatchev. À son tour, la première visite de Gorbatchev dans un État du tiers monde a été sa rencontre avec Rajiv Gandhi à New Delhi à la fin de 1986. Gorbatchev a exhorté en vain Rajiv Gandhi à aider l'Union soviétique à mettre en place un système de sécurité collective asiatique. Le plaidoyer de Gorbatchev pour cette proposition, qui avait également été faite par Leonid Brejnev, était une indication de l'intérêt soviétique continu à utiliser des relations étroites avec l'Inde comme moyen de contenir la Chine. Avec l'amélioration des relations sino-soviétiques à la fin des années 1980, contenir la Chine n'était plus une priorité, mais des relations étroites avec l'Inde sont restées importantes en tant qu'exemple de la nouvelle politique tiers-mondiste de Gorbatchev.

## Relations politiques modernes

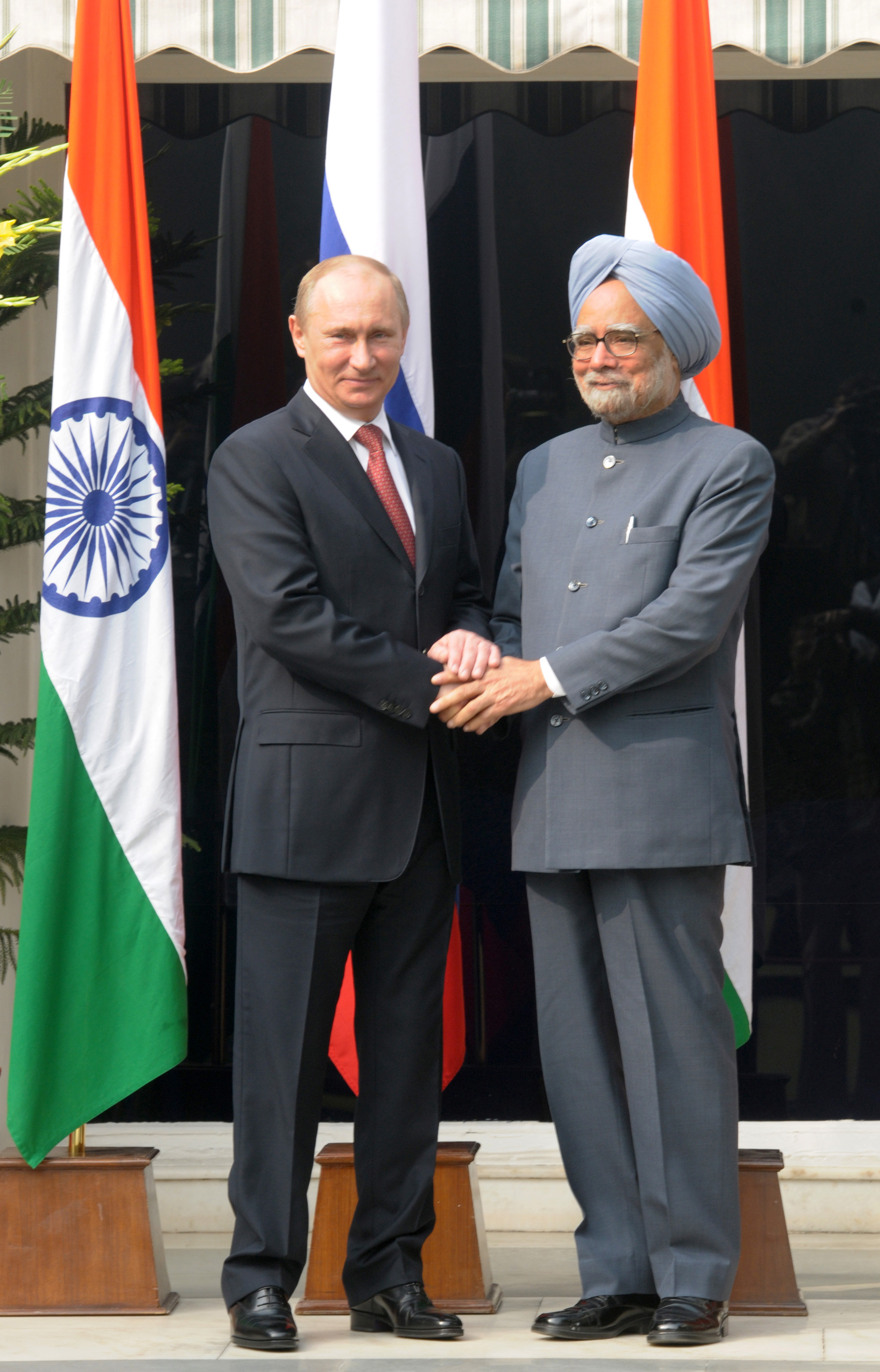
Le Premier ministre indien, Manmohan Singh, rencontre le président de la Fédération de Russie, Vladimir Poutine, à New Delhi le 24 décembre 2012.

La première initiative politique majeure, depuis l'effondrement de l'Union soviétique, entre l'Inde et la Russie a commencé avec le partenariat stratégique signé entre les deux pays en 2000. Le président Vladimir Poutine déclare ainsi dans un article qu'il a écrit dans The Hindu : « La déclaration sur la stratégie Le partenariat entre l'Inde et la Russie signé en octobre 2000 est devenu une étape véritablement historique »,. Les deux pays collaborent étroitement sur des questions d'intérêt national commun, notamment à l'ONU, aux BRICS, au G20 et à l'Organisation de coopération de Shanghai (OCS). La Russie soutient l'Inde afin que celle-ci obtienne un siège permanent au Conseil de sécurité des Nations Unies et l'adhésion de l'Inde au Groupe des fournisseurs nucléaires (GFN) et à la Coopération économique pour l'Asie-Pacifique (APEC). En outre, il a également exprimé son intérêt à rejoindre l'Association sud-asiatique pour la coopération régionale (ASACR) avec le statut d'observateur dont l'Inde est un membre fondateur.
En mai 2022, le politologue russe Sergueï Karaganov, considéré comme proche de Vladimir Poutine et de Sergueï Lavrov, déclare que l'Inde figurait extrêmement haut dans l'agenda de la politique étrangère russe et que des liens solides entre l'Inde et la Russie contribueraient à stabiliser les liens de New Delhi avec Pékin. en plus d'équilibrer le partenariat de Moscou avec la Chine.
En novembre 2022, le ministre indien des Affaires étrangères, Subrahmanyam Jaishankar, salue la Russie comme un partenaire « exceptionnellement stable » et « qui a fait ses preuves ».
Après le début de la guerre en Ukraine et en raison des sanctions imposées par les États-Unis et l'Europe à la Russie, cette dernière a commencé à fournir du pétrole et des engrais chimiques à un taux réduit à l'Inde, augmentant le volume des échanges bilatéraux entre les deux pays de 13 milliards de dollars [2021-2022] à 27 milliards de dollars courant 2022, ce qui en fait le plus grand fournisseur de pétrole et d'engrais de l'Inde. L'Inde a également refusé d'accepter le plafonnement des prix du brut russe imposé par les pays du G7 et leurs alliés.
Le nouveau concept de politique étrangère de la Russie après la guerre d'Ukraine propose d'approfondir ses relations avec l'Inde et la Chine en tant que contrepoids à l'Occident, mais Pékin et New Delhi ont leurs propres politiques uniques. Au cours des deux premières décennies du XXIe siècle, l'équilibre des forces dans l'alliance sino-russe s'est inversé, les relations entre la Chine et l'Inde se sont progressivement détériorées. La Chine est désormais le partenaire principal, tandis que la Russie est encore affaiblie par la guerre en Ukraine. Alors que la Russie retarde la livraison du système antimissile S-400 à l'Inde sous la pression de la guerre en Ukraine, l'opinion publique indienne s'interroge sur sa capacité à assurer un équilibre stable des forces avec la Chine,,.

## Coopération militaire
L'Union soviétique a été un important fournisseur d'équipements de défense pendant plusieurs décennies, et ce rôle a été hérité par la Fédération de Russie. Entre 2012 et 2016, la Russie représente 68 % des importations de défense de l'Inde, et l'Inde et la Russie ont approfondi leur coopération dans le domaine de la fabrication de défense en signant des accords pour la construction de frégates navales, d'hélicoptères utilitaires bimoteurs KA-226T (joint-venture (JV) pour en fabriquer 60 en Russie et 140 en Inde), missile de croisière BrahMos (JV avec 50,5 % Inde et 49,5 % Russie). Selon le SIPRI, la Russie était le plus grand fournisseur d'armes de l'Inde en 2013-17 et 2018-22, mais sa part dans les importations totales d'armes de l'Inde est passée de 64 % à 45 %, tandis que la France est devenue le deuxième fournisseur d'armes entre 2018 et 2022.
En 1997, la Russie et l'Inde ont signé un accord de dix ans pour la poursuite de la coopération militaro-technique englobant un large éventail d'activités, y compris l'achat d'armes complètes, le développement et la production conjoints et la commercialisation conjointe d'armements et de technologies militaires. La coopération ne se limite pas à une relation acheteur-vendeur mais comprend la recherche et le développement conjoints, la formation, les contacts de service à service, y compris les exercices conjoints. Les derniers exercices navals conjoints ont eu lieu en avril 2007 dans la mer du Japon et des exercices aéroportés conjoints ont eu lieu en septembre 2007 en Russie.

## Relations économiques
Le commerce bilatéral entre les deux pays est concentré dans les secteurs clés de la chaîne de valeur. Ces secteurs comprennent des segments très diversifiés tels que les machines, l'électronique, l'aérospatiale, l'automobile, la navigation commerciale, les produits chimiques, les produits pharmaceutiques, les engrais, les vêtements, les pierres précieuses, les métaux industriels, les produits pétroliers, le charbon, le thé et le café haut de gamme. Le commerce bilatéral en 2002 s'élevait à 1,5 milliard de dollars. Les deux gouvernements fixant un objectif commercial bilatéral de 30 milliards de dollars d'ici 2025. Les organismes bilatéraux qui entretiennent les relations économiques entre les deux pays comprennent IRIGC, le Forum indo-russe sur le commerce et l'investissement, le Conseil commercial indo-russe, le Conseil indo-russe de promotion du commerce, de l'investissement et de la technologie, le Conseil des PDG indo-russes et la Chambre de commerce indo-russe.
Les deux gouvernements ont élaboré conjointement une stratégie économique qui consiste à utiliser un certain nombre de composantes économiques pour accroître le commerce bilatéral futur. Il s'agit notamment du développement d'un ALE entre l'Inde et l'UEE, d'un traité bilatéral sur la promotion et la protection des investissements, d'un nouveau mécanisme de planification économique intégré à l'IRIGC, de la simplification des procédures douanières, de nouveaux accords à long terme dans l'expansion du commerce de l'énergie, y compris le nucléaire, le pétrole et le gaz. Enfin, des contrats de fournisseurs à long terme dans des secteurs clés tels que le pétrole, le gaz et les diamants bruts. Des entreprises telles que Rosneft, Gazprom, Essar et Alrosa agiront respectivement en tant que fournisseurs sur le long terme.
En 2012, le groupe Gazprom et l'indien GAIL se sont mis d'accord sur des expéditions de gaz naturel liquéfié (GNL) vers l'Inde de 2,5 millions de tonnes par an pendant une période de 20 ans. Les expéditions de GNL pour ce contrat devraient commencer entre 2017 et 2021. Les compagnies pétrolières indiennes ont investi dans le secteur pétrolier russe, un exemple notable est ONGC-Videsh qui a investi plus de 8 milliards de dollars avec des participations majeures dans des champs pétrolifères tels que Sakhaline I[réf. souhaitée].
En 2015, la Russie avait accepté de construire plus de 20 réacteurs nucléaires au cours des 20 prochaines années. En octobre 2018, les deux pays signent un pacte pour construire six réacteurs nucléaires supplémentaires sur un nouveau site en Inde. Le fabricant de réacteurs public russe Rosatom déclare alors que la Russie proposerait de construire son réacteur VVER de troisième génération sur le nouveau site et augmenterait le niveau de participation des entreprises indiennes au projet.
En mars 2022, lorsque les pays occidentaux imposent des sanctions économiques à la Russie à la suite de son invasion de l'Ukraine, l'Inde et la Russie explorent des systèmes de paiement alternatifs en raison de l'exclusion de la plupart des banques russes de SWIFT et Visa/Mastercard. Les responsables des deux pays discutent de l'acceptation des cartes RuPay et MIR. La Banque de réserve de l'Inde et la Banque de Russie cherchent à faciliter les transactions financières grâce à un système de change indépendant roupie-rouble, notamment pour l'achat d'huile de tournesol par l'Inde et l'exportation de produits pétroliers et d'engrais par la Fédération de Russie. De plus, Indian Oil Corporation aurait conclu un accord pour acheter 3 millions de barils de pétrole au russe Rosneft avec une remise de 20 % sur les prix mondiaux,.